# سريكة (أثاث)
الأريكة السريريّة أو السَّرِيكَة (لفظ منحوت من: سرير وأريكة) (جمعها: سرائك على وزن أرائك) أثاث عديد الوظائف يتكون من أريكة لها هيكل معدني ذو مرتبة رقيقة يمكن فتحه أو سحبه لتصير الأريكة سريرًا. يختلف الفوتون الياباني المصمم على الطراز الغربي عن السريكة إلان العديد من السرائك تستخدم مراتب فوتون شائعة.